# Точка на съприкосновение
Точка на съприкосновение е всеки възможен начин, по който потребител може да взаимодейства със стопанско предприятие, независимо дали това е лице в лице, чрез Мрежата, мобилно приложение или друго средство за общуване. Те позволяват на потребителя сравнителна оценка между предварителните нагласи и действително полученото изделие/услуга. Те са в състояние да окажат влияние на потребителското поведение по отношение на намерението за покупка или решението за покупка, следвайки петстъпковия потребителски процес за вземане на решения.